# 竹の丸

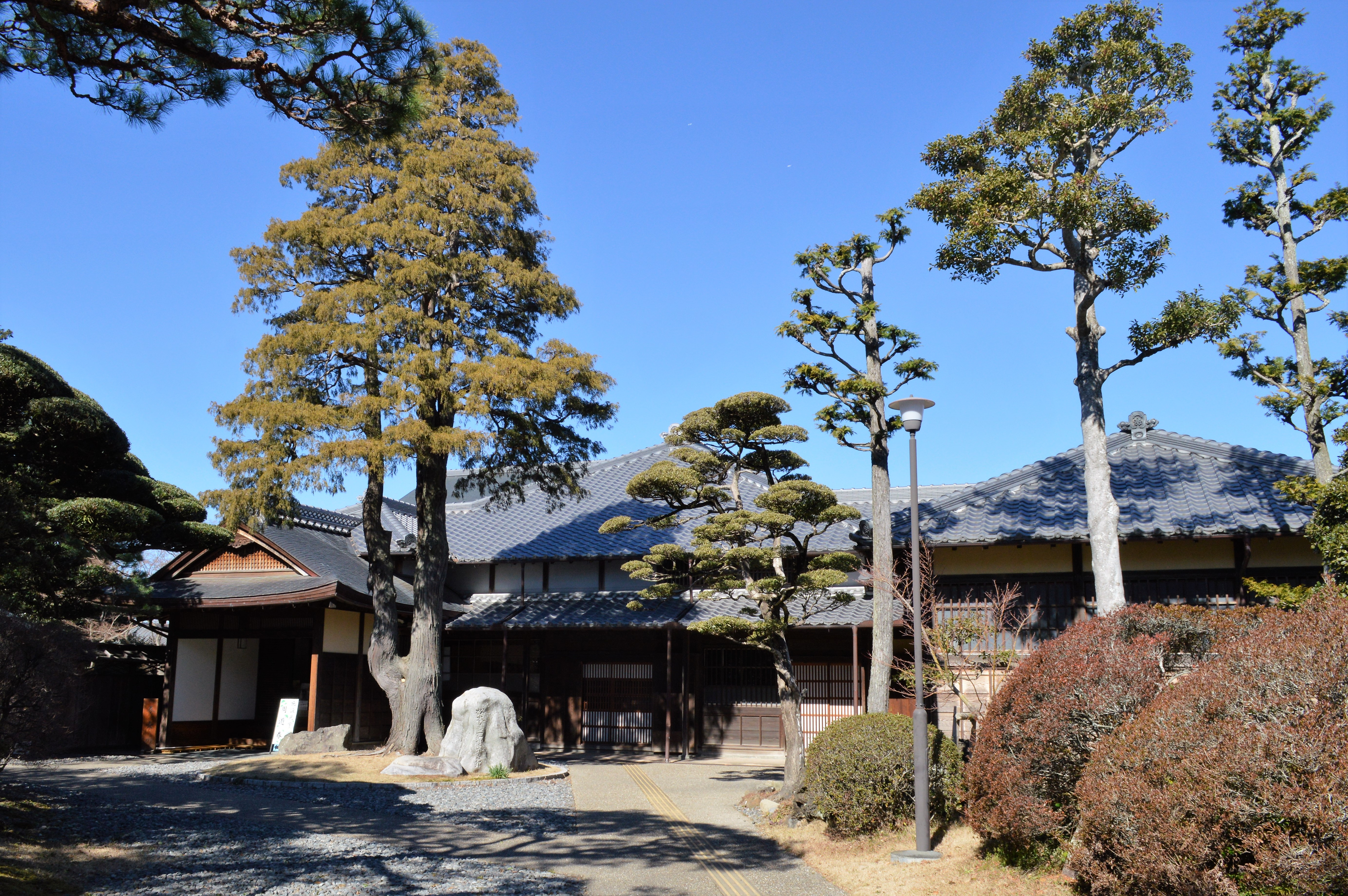
主屋

竹の丸（たけのまる）は、静岡県掛川市にある近代和風建築。江戸時代から続いた葛布問屋「松屋」を営んでいた松本義一郎が、明治36年（1903年）に本宅として建築した。昭和11年（1936年）に当時の掛川町（現:掛川市)に寄贈され、後に掛川市指定有形文化財となった。

## 歴史
江戸時代、現在の旧松本邸がある場所は掛川城内であり、城の北方を守る曲輪として「竹の丸」と呼ばれた。北側に城中防御の大藪があったことが名前の由来である。
江戸時代、松本家は葛布問屋“松屋”を営み、掛川藩の御用達として赤字財政を支えていた。掛川廃藩後これらの整理で旧城内の土地を得ており、その中に竹の丸跡も含まれていたと考えられる。
旧本宅が明治33年（1900年）に火事で焼失したため、明治36年（1903年）6月20日に竹の丸跡へ本宅を移した。